# Slowloris
Slowloris (z anglického Slow loris, česky outloň váhavý) je software napsaný Robertem „RSnake“ Hansenem, který umožňuje pomocí jediného počítače vyřadit z provozu odmítnutím služby http server běžící na jiném počítači, přičemž mu k tomu stačí zcela minimální síťový provoz a útok neovlivní jiné služby.
Program je napsaný v jazyce perl a jeho strategií je otevřít mnoho síťových spojení a udržet je otevřená co nejdéle. Toho dosáhne tak, že po otevření spojení pošle neukončený HTTP požadavek a pak postupně posílá další HTTP hlavičky tak, aby mezi požadavky nevypršel časový limit. Server bude držet spojení otevřená, ale může jich obvykle držet otevřený jen omezený počet - pak začne další požadavky na spojení odmítat a pro zbytek světa tak bude nedostupný.
Útoku lze předcházet mimo jiné firewallem nebo serverem vyvažujícím zátěž. Některé servery jsou proti útoku odolné už z výroby, například lighttpd a nginx.
Jedním ze známých použití byl útok na vládní servery během prezidentských voleb v Íránu v roce 2009.